# Nikolàievka (Volsk)
Nikolàievka - Николаевка (rus) - és un poble de l'óblast de Saràtov, a Rússia, segons el cens del 2010 tenia 207 habitants. Pertany al districte municipal de Volsk.